# Pražský student (seriál)
Pražský student je televizní seriál, který v roce 1990 natočili v koprodukci ČSFR a Jugoslávie režiséři Ladislav Smoljak a Boro Radojčič. Politické turbulence v obou zemích a nedostatek financí vedly k tomu, že postprodukce byla dokončena až roku 1991 a na obrazovkách byl seriál uveden v roce 1992.
Seriál vypráví o bosenském mladíkovi Damiru Arslanagićovi (Filip Šovagović), který koncem osmdesátých let přijde do Prahy studovat FAMU. Zamiluje se do české tlumočnice Hany Střelkové (Jana Krausová), seznámí se s řadou českých umělců a disidentů, spolupracuje s Divadlem Járy Cimrmana a stane se svědkem Sametové revoluce. V seriálu hráli Jiří Menzel, Jaroslav Weigel, Ota Ornest, Bohumil Hrabal, Jiřina Steimarová a další, hudbu složil Goran Bregović.